# Abraxas supralutea
Abraxas supralutea là một loài bướm đêm trong họ Geometridae.